# 荷包牡丹
荷包牡丹（学名：Lamprocapnos spectabilis），又名兔儿牡丹、鱼儿牡丹、铃儿草、铃心草、瓔珞牡丹、荷包花、蒲包花、土当归、活血草、華鬘草（日本），是罂粟科荷包牡丹屬的多年生草本植物，原产於中国北部，花多为桃红色与白色的复色花。廣泛分布在亞洲東部，自西伯利亞南部到日本的地區。19世纪时荷包牡丹才被引进欧洲，而在北美一般只能靠人工栽培。
其种加词“spectabilis”意为“显著的”，“引人注目的”。
荷包牡丹花形玲珑可爱，花色艳丽多彩，叶丛错落美观，是温带地区很受欢迎的观赏植物，可用来布置花境和花坛，同时也是很好的切花材料。
荷包牡丹的近缘种包括兜状荷包牡丹（D. cucullaria）、加拿大荷包牡丹（D. canadensis），而同属主要的观赏花卉有大花荷包牡丹（D. macrantha）和美麗荷包牡丹（D. formosa）等，主要的栽培种包括白花荷包牡丹（ ）。

## 命名

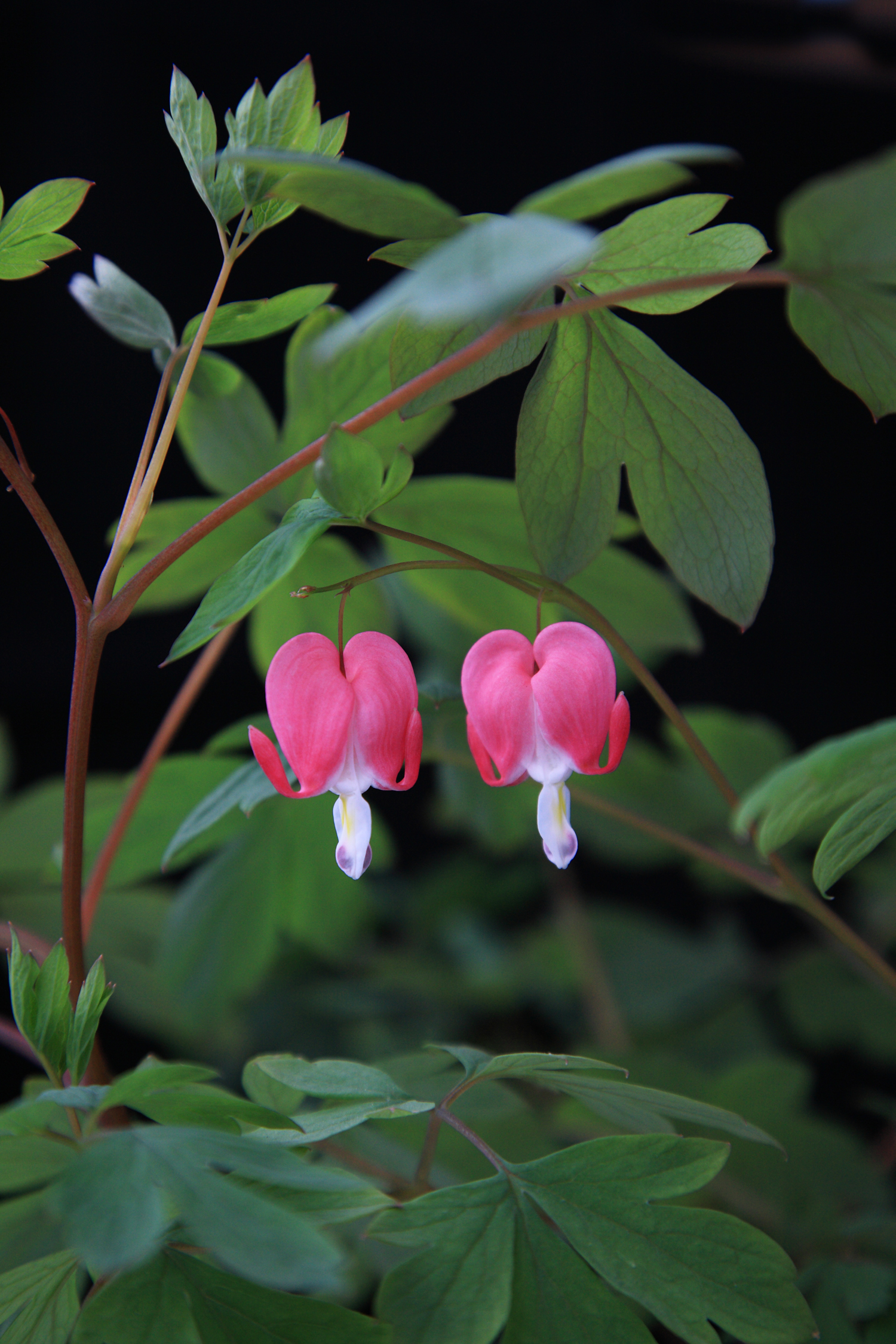
两朵荷包牡丹

荷包牡丹的种加词意为“艳丽的”，属名出自希腊语，意为“双花距的”，而荷包牡丹的每一个中文名都有其独特的来历。荷包牡丹的花语是答应追求、答应求婚，这源於民间的流传有关荷包牡丹得名的美丽传说“玉女思君”。瓔珞牡丹则是取其瓔珞般的外形。鱼儿牡丹是古人所赋，出自宋朝诗人周必大的《詠魚兒牡丹並序》：“鱼儿牡丹，得之湘中，花红而蕊白，状似双鱼，累累相比，枝不胜压，而下垂若俯首然，鼻目可辨，叶与牡丹无异，亦多二月开，因是得名。”“花嫔”出自周必大《詠魚兒牡丹》：“天教姚黄主芳菲，合有宫嫔次列妃。玉颈圆瑳宜粉面，霞裙深染学翚衣。枝头窈窕鱼双贯，风里翩跹凤对飞。莫把根苗方芍药，留春不似送将归。”铃儿草则是源自明成祖朱棣与马铎的对联“风吹不响铃儿草，雨打无声鼓子花。”

## 特征
荷包牡丹株高30－90厘米，根状地下茎肉质，根茎粗壮，茎紫红色，光滑无毛，茎基有多枚黄棕色大鳞片；叶柄长，叶对生，长约20厘米，为二回三出羽状复叶（“三出”指一叶柄上集生有三小叶），缺刻，有基部楔形的倒卵形深裂片，背面有白色粉末，叶形与牡丹叶相似；花茎长1.5厘米，基部有2枚细小尖头苞片，花同向下垂，形如心形荷包，3－15枚花顶生为拱形总状花序，每枚2.5－5厘米长，披针形桃红色萼片2枚，长4－4.5毫米，花瓣共4枚，长约2.5厘米，外层2枚花瓣大多为桃红色，变种有白色，花瓣基部包囊状，顶部变狭外翻，内层2枚花瓣狭长突出，顶部聚缩，外部白色，内部紫红色；6枚雄蕊分为2列，子房上位，1室，花柱细长，盾状柱头2裂。花期为早春至盛夏。蒴果为细长圆形，种子细小，先端有细毛。
中文名“荷包牡丹”就源於其花如荷包，叶似牡丹叶，而英文俗名之一“滴血的心”（bleeding heart）也是因其形似心脏。
| 不同花色的荷包牡丹 | 不同花色的荷包牡丹 | 不同花色的荷包牡丹 | 不同花色的荷包牡丹 |
| ------------------ | ------------------ | ------------------ | ------------------ |
|                    |                    |                    |                    |
| 普通的荷包牡丹     | 白花荷包牡丹       | “金心”             |                    |

## 栽培

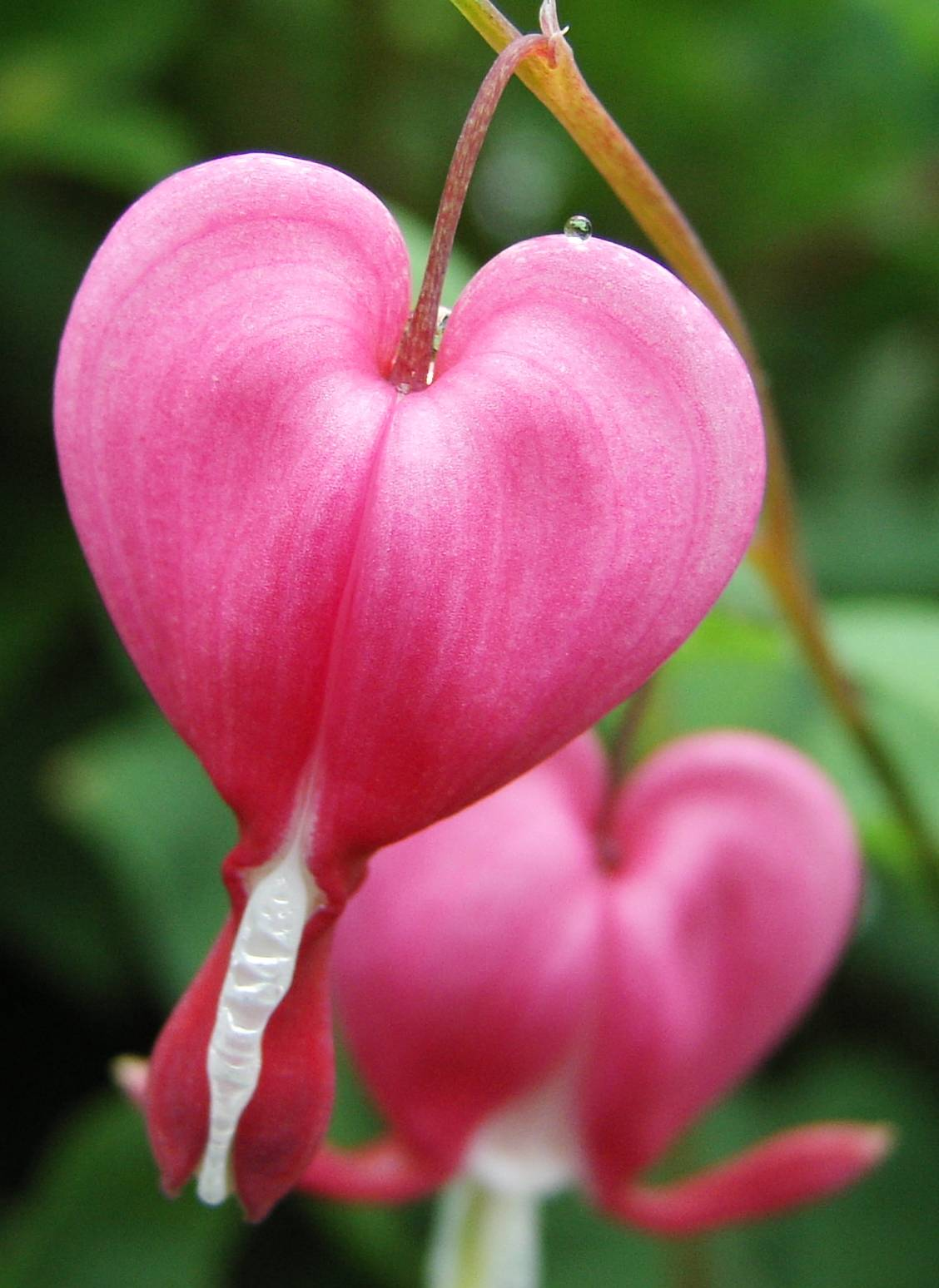
近观

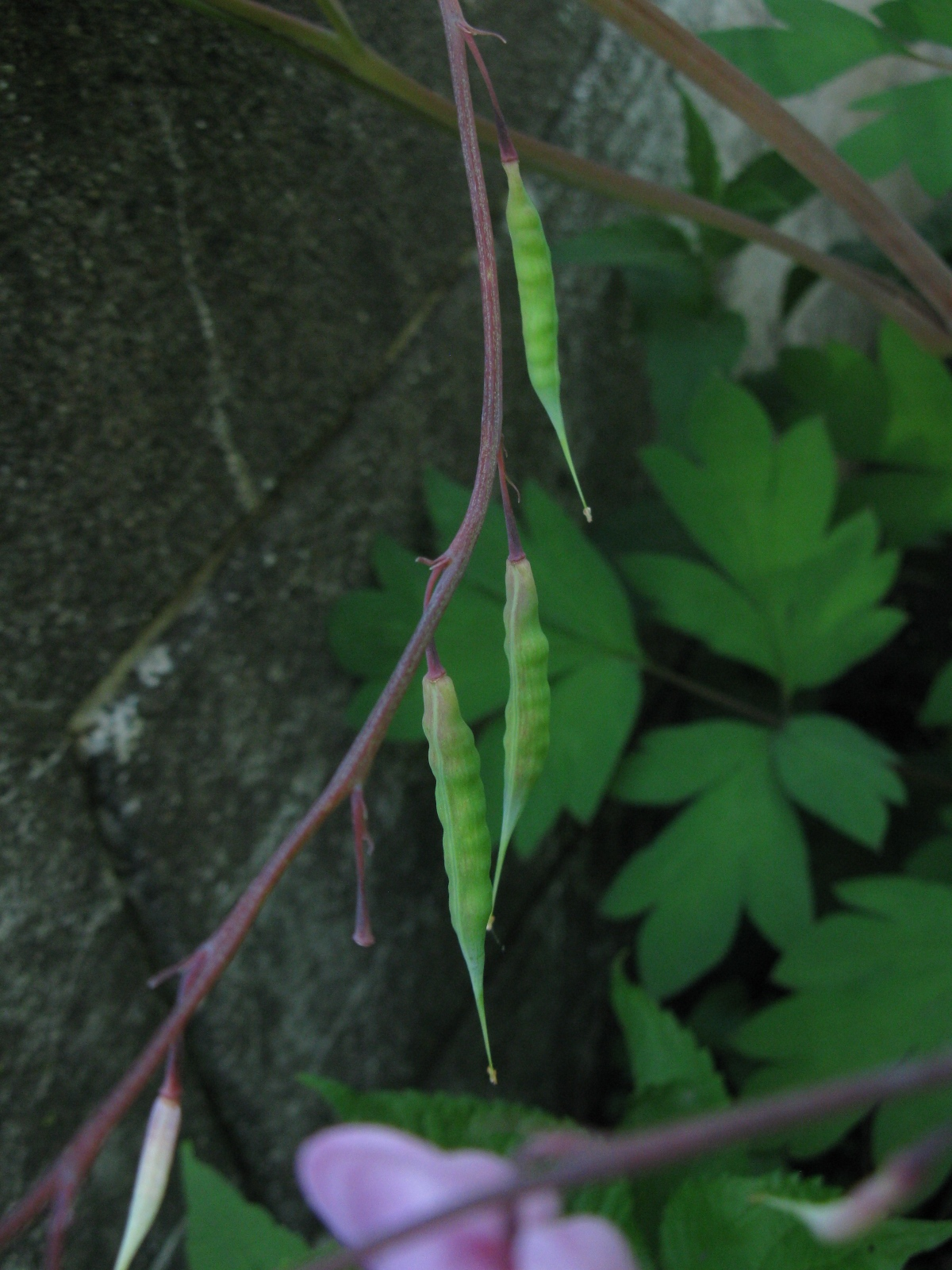
蒴果

荷包牡丹生长於温带较凉爽地区，喜阳光散射的半阴环境，较耐寒，怕高温暴晒，因此盛夏休眠期要置於通风良好的荫蔽处。喜湿润，但怕积水，因此要保持土壤半墒，过湿则烂根，过干则叶黄，而盛夏和冬季休眠期要保持土壤微润；喜多腐殖质的疏松肥沃中性或弱碱性土壤，而沙土和粘土也可生长，不过会生长不良；喜肥，宜施用少量有机肥或三元复合肥，花蕾显色後停肥，休眠期不施肥。可播种、扦插或分株繁殖，可在早春或深秋栽培。嫁接荷包牡丹可选用多年生芍药作砧木。虫害有蚜虫、蛞蝓、蜗牛和介壳虫，病害有叶斑病。
荷包牡丹有数个栽培种，其中包括白花荷包牡丹以及英国栽培种“金心”（ ）。“金心”於1997年培育，特点是其嫩黄色的叶子在盛夏时会变为黄绿色。

## 药用

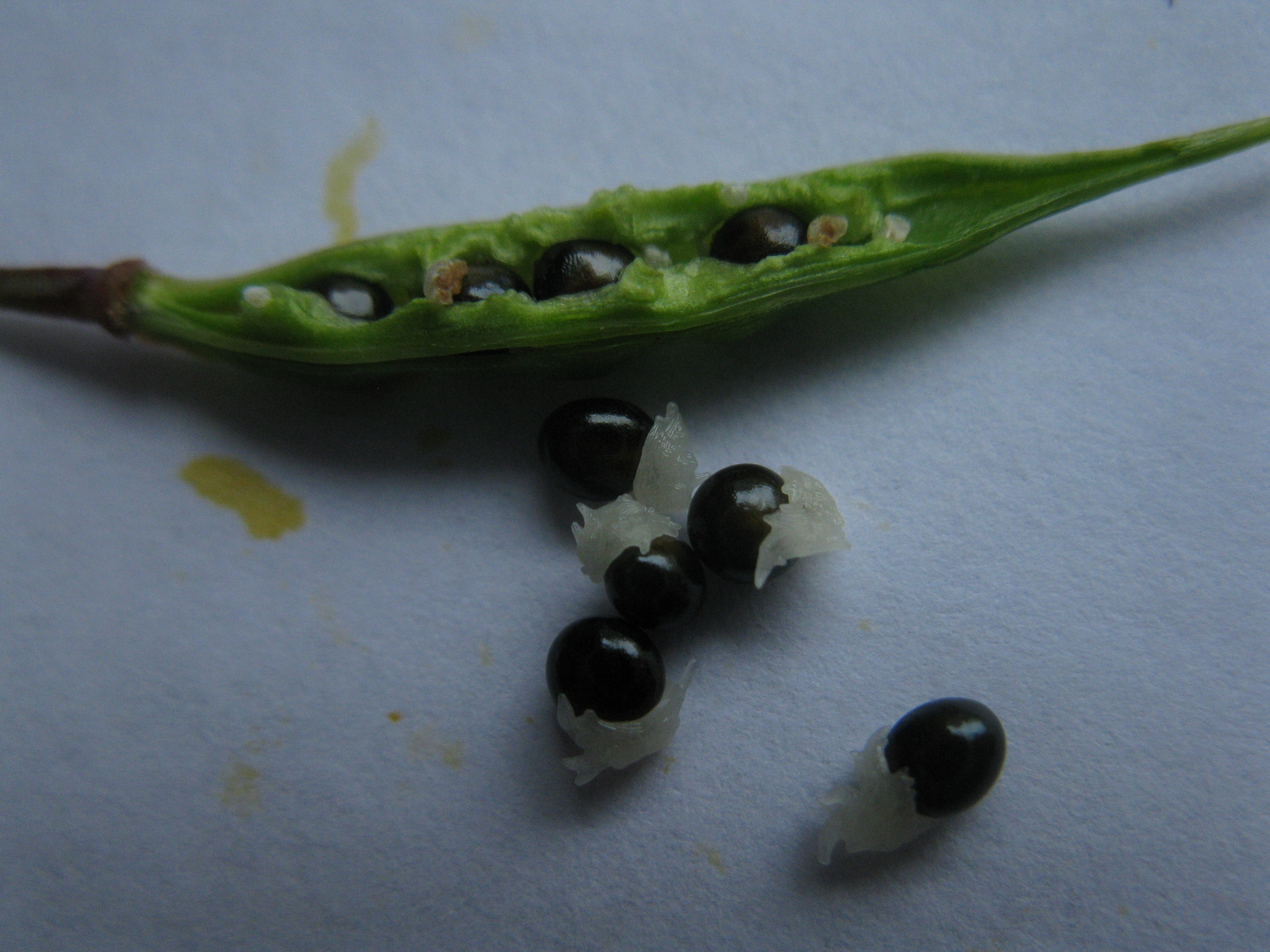
剖开的蒴果，种子黑色，表面光滑，具一油质体。

荷包牡丹根可作为解毒活血镇痛的中药材使用，在《岭南采药录》中记载荷包牡丹根能散血、消疮毒、除风、和血，药性为辛、苦、温，归肝经，内服可用於治疗金疮、疮毒、胃痛，外敷可用於治疗跌打肿痛，正如汪连仕《采药书》中所载“用其根捣汁，酒冲服之，令人沉醉，金疮之圣药也。”
不过，荷包牡丹全草有潜在毒性，部分人接触此植物会有皮肤刺痛感，源自荷包牡丹碱和原阿片碱等异喹啉类生物碱的作用，因此要注意用量，否则可能出现呕吐、腹泻、呼吸衰竭、心脏麻痹等症状。

## 延伸阅读
[在维基数据编辑]
 《植物名實圖考·荷包牡丹》，出自吳其濬《植物名實圖考》